# San Girolamo scrivente (Malta)
Il San Girolamo scrivente è un dipinto di Caravaggio realizzato in olio su tela (117x157 cm) nel 1608. È conservata a Malta, nella Concattedrale di San Giovanni a La Valletta.
Il dipinto raffigura San Girolamo mentre scrive in una cella monastica, circondato da elementi simbolici, questa è una rappresentazione classica del Santo, considerato dalla Chiesa Cattolica come dottore della Chiesa Cristiana per il suo lavoro di traduzione della Bibbia dal greco al latino. Questo dipinto fu l'ultimo che il pittore dedicò al Santo.
Il committente dell'opera fu Ippolito Malaspina, uno degli alti funzionari dello Stato monastico dei Cavalieri di Malta, che avrebbe così voluto essere associato con l'ascetismo del Santo. Dal XVII secolo, e con l'eccezione di alcune mostre temporanee, il dipinto non ha lasciato l'isola di Malta, ma ha conosciuto diversi luoghi di installazione, rubato nel 1984, fu ritrovato quattro anni dopo e godette di un importante restauro alla fine del XX secolo. Il suo stato di conservazione, tuttavia, non è ottimale.
In quest'opera, Caravaggio propone un trattamento di grande intensità psicologica, limitando gli effetti pittorici al fine di focalizzare l'attenzione sulla spiritualità del personaggio e la scena, giocando soprattutto sul gioco delle ombre: la tavolozza dei colori è limitata, la composizione è dura e l'arredamento più sobrio possibile. Questo approccio è tipico della tarda via del pittore lombardo, che nel corso degli anni ha lasciato alcuni approcci enfatici al suo lavoro giovanile per favorire una messa in scena di spiritualità e di introspezione, traendo ispirazione dalla statuaria antica. Caravaggio dovette fuggire da Roma poco prima, dove era stato processato per omicidio; questo dipinto, insieme a quelli che verranno dopo, è un'opera d'esilio in cui l'intensità spirituale corrisponde ai suoi tormenti interiori e alla sua disponibilità di redimersi.

## Descrizione
L'opera è un dipinto olio su tela. È rettangolare (117 × 157 cm) e di medie dimensioni. Si presenta in una cornice di legno dorato ornato di motivi.
Il dipinto mostra un uomo situato in ciò che sembra, per la piccolezza, una cella monastica, con una luce che gli riflette addosso. Il personaggio appare quasi nella sua interezza. È un uomo barbuto e anziano, con un volto solcato da rughe. È senza camicia, una toga rossa copre il fondo della sua pancia e le gambe. Si siede sulla sporgenza di un letto e si poggia su un tavolo per scrivere in un libro di spessore e dimensioni medie. Il suo corpo è ruotato al limite dell'impossibilità fisiologica: la sua gamba destra è girata a sinistra dello spettatore e il suo busto ruota verso destra. Infine la sua testa è coronata da un'aureola appena visibile.

## Storia
Quest'opera rappresenta una delle grandi tele realizzate dal Caravaggio a Malta. L'artista, in segno di ringraziamento, ritrasse il Gran Maestro dell'Ordine di Malta Alof de Wignacourt, che gli aveva prestato aiuto e protezione, nel volto del santo.
Per primo Giovanni Pietro Bellori, nel 1672, ha citato così questo dipinto: «Per la Chiesa medesima di San Giovanni, entro la Cappella della natione Italiana, dipinse due mezze figure sopra due porte, la Maddalena, e San Girolamo che scrive.»
John A. Cauchi ha osservato acutamente: «L'uomo che posa deve aver trascorso parecchio tempo al sole, infatti la pelle della faccia e delle mani fino al polso è molto più scura che il resto del corpo.»
Il dipinto ha subito una pulitura leggera, in occasione della mostra a Firenze nel 1922. Per essere esposto nuovamente, fu portato a Roma nel 1956 e, all'Istituto Centrale del Restauro, risultò non essere mai stato rifoderato e di essere in condizioni ottime, a parte lievi abrasioni nei punti in cui il telaio originale aveva incontrato la tela.
Altre due tele con lo stesso soggetto, sono conservate nella Galleria Borghese di Roma e nel Museo dell'Abbazia di Montserrat in Catalogna.